# Chesterfield (New Hampshire)
Chesterfield is een gemeente in het Amerikaanse gebied Cheshire County, New Hampshire.
In 1735 werd de locatie van Chesterfield gebruikt voor de eerste van een keten forten op de grens tussen Massachusetts en New Hampshire. Op 11 februari 1735 werd de hier ontstane nederzetting officieel vernoemd naar Phillip Dormer Stanhope, de 4de graaf van Chesterfield.
Chesterfield ligt ten oosten van de Connecticut River. Het hoogste punt binnen de gemeente is Davis Hill aan de zuidgrens van Chesterfield.

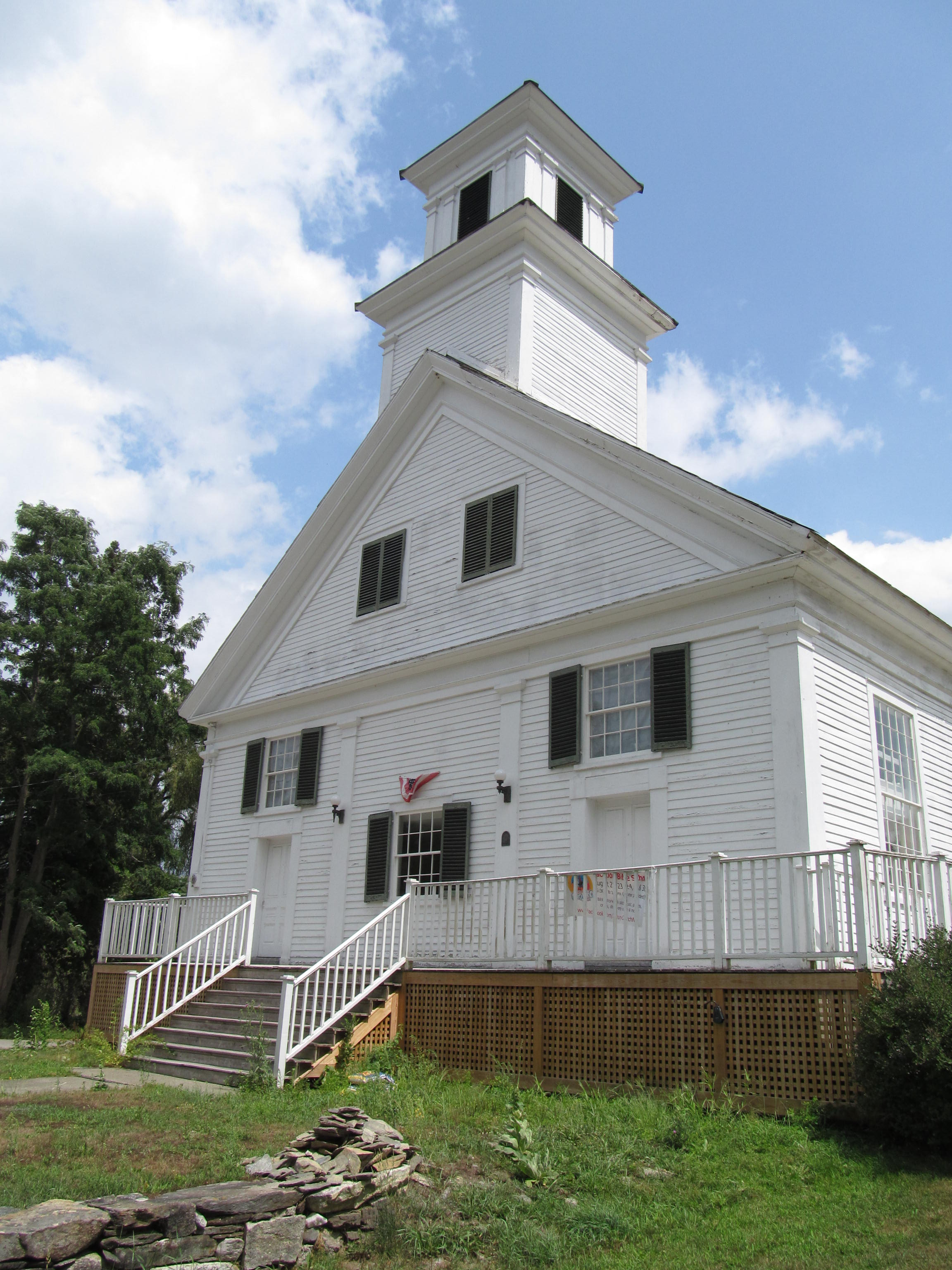
Asbury United Methodist Church in Chesterfield